# Megamphopus trigonurus
Megamphopus trigonurus är en kräftdjursart. Megamphopus trigonurus ingår i släktet Megamphopus och familjen Isaeidae. Inga underarter finns listade i Catalogue of Life.